# Dennis Flydtkjær
Dennis Flydtkjær (født 13. marts 1978 i Videbæk) er en dansk politiker som har været medlem af Folketinget siden 2011. Han har siden august 2022 repræsenteret Danmarksdemokraterne. Tidligere var han medlem af Dansk Folkeparti som han forlod i juni 2022. Flydtkjær var viceborgmester i Herning Kommune 2014-1017 og kandidat ved EU-Parlamentsvalget 2009.

## Baggrund
Dennis Flydtkjær blev født i 1978 i Videbæk som søn af Karl Ove Pedersen og Inge Flydtkjær.
Han har 3 børn. 
Familien bor i Snejbjerg ved Herning.
Flydtkjær gennemgik en HHX-uddannelse på Ringkøbing Handelsskole fra 1996 til 1998 og en uddannelse som datamatiker fra Erhvervsakademi Midtjylland (Ikast Handelsskole) fra 2000 til 2002.
I 2000 var han kontorelev i Silkeborg,
og videre it-supporter hos Velfac A/S fra 2003 til 2005.
Fra 2006 og indtil 2012 har han været ejer af virksomheden Pronamic A/S som producerer elektroniske regnmålere.

## Politisk karriere
Flydtkjær var folketingskandidat for Dansk Folkeparti fra 2004. Ved folketingsvalget 2005 stillede han op i Ringkøbingkredsen i Ringkøbing Amtskreds. Han blev ikke valgt men var midlertidigt folketingsmedlem som stedfortræder for Christian H. Hansen fra 23. maj til 2. juni 2006.
Ved folketingsvalget 2007 stillede han op i Silkeborg Sydkredsen. I valgperioden efter valget var han igen midlertidigt stedfortræder for Christian H. Hansen i over et år fra 20. november 2008 til 31. januar 2010.
Han stillede op for Dansk Folkeparti ved EU-Parlamentsvalget 2009 og fik 1.485	 stemmer.
Ved folketingsvalget 2011 blev han med 3980 personlige stemmer valgt som ordinært folketingsmedlem for første gang.
Han var Dansk Folkepartis skatteordfører fra 2011 til 2022.
Ved kommunalvalget 2013 var Dennis Flydtkjær Dansk Folkepartis spidskandidat i Herning Kommune. 
Her blev han med 2200 personlige stemmer, den i kommunen der fik næstflest personlige stemmer, kun overgået af Venstres borgmester Lars Krarup.
Flydtkjær blev valgt ind med to andre partikollegaer, og ved konstitueringen satte han sig på posten som 2. viceborgmester.
Ved Folketingsvalget den 18. juni 2015 fik Dennis Flydtkjær 9.097 personlige stemmer.
Dennis Flydtkjær har været politisk næstformand for Dansk Folkepartis Ungdom, samt medlem af Dansk Folkepartis hovedbestyrelse.
Flydtkjær meddelte 25. juni 2022 at han havde meldt sig ud af Dansk Folkeparti. Han var løsgænger i Folketinget til august 2022 hvor han skiftede til Danmarksdemokraterne og også blev folketingskandidat for Danmarksdemokraterne i Vestjyllands Storkreds.
Ved Folketingsvalget 2022 fik han 7.501 personlige stemmer i Vestjyllands Storkreds.